# Danmarks ambassade i Kyiv
Danmarks ambassade i Kyiv (ukrainsk: Посольство Королівства Данія в Києві) er den diplomatiske repræsentation af Danmark i Ukraine.
Ambassaden er beliggende på Hoholivska St 8, Kiev 02000.
Ambassaden var også akkrediteret til Georgien, indtil oprettelsen af en ambassade i Tbilisi i 2022.

## Historie
Efter Ukraines uafhængighed den 24. august 1991 anerkendte Danmark Ukraine den 31. december 1991. Den 12. februar 1992 blev der etableret diplomatiske forbindelser mellem Ukraine og Danmark.
Som følge af den russiske invasion af Ukraine i 2022 blev ambassaden lukket den 22. februar 2022 og genåbnet igen den 2. maj 2022.

## Tidligere ambassadører
- Christian Faber-Rod (1992–1997)[4]
- Jorn Krogbeck (1997–2001)
- Martin Kofod (2001–2002)
- Christian Faber-Rod (2002–2005)
- Uffe Andersson Balslev (2005–2009)
- Michael Borg-Hansen (2009–2013)
- Merete Juhl (2013–2017)
- Ruben Madsen (2017–2020)[5]
- Ole Egberg Mikkelsen (2020–nu)[6]